# عزت‌الله نورایی
عزت‌الله نورایی نظامی و وزیر دفاع ملی دولت موقت ایران بود.
عزت‌الله نورایی درجه سرتیپی داشته و از رسته نیرو زمینی ارتش بود. او به دنبال استعفای محمدتقی ریاحی در ۲۷ شهریور ۱۳۵۸ به سرپرستی وزارت دفاع انتخاب شد و در تاریخ ۸ مهر ۱۳۵۸ جای خود را به مهدی چمران داد.